# إيرلي مان (فلم)
إيرلي مان (بالإنجليزية: Early Man) هو فيلم رسوم متحركة كوميدي بريطاني قادم سيتم إنتاجه في سنة 2018 وهو من إخراج نيك بارك وبطولة إيدي ريدماين وتوم هيدليستون ومايسي ويليامز وتيموثي سبال.

## القصة
قصة الفيلم تتكلم عن مخلوقات من العصر الحجري، يتم اكتشافهم واعتقالهم عن طريق أشخاص من العصر البرونزي ليأخذوهم كعبيد لهم.

## البطولة
- إيدي ريدماين بدور دوغ
- توم هيدليستون بدور لورد نوث
- مايسي ويليامز بدور غونا
- تيموثي سبال بدور الرئيس بوبنار
- ريتشارد أيواد بدور تريبور
- جوني فيغاس بدور أسبو
- سيلينا غريفيثس بدور ماغما
- مارك وليامس بدور باري
- جينا ياشيري بدور غرافيل
- سيمون غرينول بدور إيماك
- روب برايدون بدور طائر الرسائل
- كيفن نوفاك بدور دينو
- ميريام مارغولييس بدور الملكة أوفيفا

## روابط خارجية
- مقالات تستعمل روابط فنية بلا صلة مع ويكي بيانات